# Nang, Nyingchi
Nang, (chữ Tạng: ཀོང་པོ་རྒྱ་མདའ་རྫོང་; Wylie: snang rdzong; ZWPY: Nang Zong; tiếng Trung: 朗县; bính âm: Lǎng Xiàn, Hán Việt: Lãng huyện) là một huyện của địa khu Nyingchi (Lâm Tri), khu tự trị Tây Tạng, Trung Quốc.

### Trấn
- Lãng (朗镇)
- Trọng Đạt (仲达镇)
- Động Dát (洞嘎镇)

### Hương
- Kim Đông (金东乡)
- Lạp Đa (拉多乡)
- Đăng Mộc (登木乡)